# Compressidentalium compressiusculum
Compressidentalium compressiusculum är en blötdjursart som först beskrevs av Charles Hercules Boissevain 1906.  Compressidentalium compressiusculum ingår i släktet Compressidentalium och familjen Dentaliidae. Inga underarter finns listade i Catalogue of Life.